# Lars Kober
Lars Kober (* 19. Oktober 1976 in Berlin) ist ein deutscher Kanute.
Der Kanurennsportler des SC Berlin-Grünau wurde bei den Olympischen Spielen in Sydney 2000 Bronzemedaillengewinner im Zweier-Canadier (mit Stefan Uteß) über 1000 m. Er wurde 1994 Junioren-Weltmeister im Vierer-Canadier über 1000 m, und Junioren-Weltmeisterschaftszweiter im Zweier-Canadier über 500 m, sowie 1997 Europameisterschafts-Dritter im Zweier-Canadier über 1000 m.